# Liste des maires d'Aix-les-Bains
La liste des maires d'Aix-les-Bains présente la liste des représentants de l'autorité municipale — syndic pour la période savoyarde, puis sarde, et maire pour la période française — de la commune de Aix-les-Bains, situé dans le département de la Savoie. C'est la deuxième plus grande ville du département avec plus de 31 000 habitants.
Le titulaire actuel est Renaud Beretti, maire depuis 2018, réélu au premier tour lors des élections municipales françaises de 2020.

## Histoire
Avant l'invasion des troupes révolutionnaires françaises en 1792, la ville d'Aix était dirigée par le premier syndic et son conseil. Cette annexion du duché de Savoie voit se mettre en place l'administration française dont la fonction de maire. À la suite de la Restauration des États de Savoie en 1815, Aix retrouve le système de gestion sarde jusqu'à l'Annexion de la Savoie à la France, à la suite du traité de Turin de 1860. Un plébiscite accompagne cet accord princier durant lequel les Aixois apportent 1 090 voix « POUR » et 13 voix « CONTRE » cette réunion. L'Annexion est votée à une très large majorité dans l'ensemble du duché. Cet événement est marqué par une visite officielle de ces nouveaux territoires par l'empereur Napoléon III, dont un passage par la ville d'Aix,. Le premier maire à partir de 1860 est Pierre-François Brachet.

## Les syndics

### Liste des syndics duXVesiècleà 1792
Jusqu'au règlement du 8 janvier 1739, la commune d'Aix a deux syndics. Les syndics sont généralement désignés, puis élus par le Conseil à partir de 1766, pour une année.
| Période                                  | Période      | Identité                       | Étiquette | Qualité |
| ---------------------------------------- | ------------ | ------------------------------ | --------- | ------- |
| 1652                                     |              | Antoine Berthier               | …         | …       |
| 1675                                     |              | Léonard Domenget Pierre Rosset | …         | …       |
| mai 1687                                 |              | A.-L. Lassalle François Vignet | …         | …       |
| janvier 1732                             |              | Rey Roch                       | …         | …       |
| 24 septembre 1739                        |              | Antoine Mermoz                 | …         | …       |
| 1743                                     |              | Gaillard                       | …         | …       |
| 1756, 1759                               |              | Prosper Landoz                 | …         | …       |
| 1761                                     |              | Antoine Forestier              | …         | …       |
| décembre 1763                            |              | Joseph Poquel                  | …         | …       |
| décembre 1764                            |              | Prosper Landoz                 | …         | …       |
| janvier 1765, décembre 1766              |              | Gaspard Domenget               | …         | …       |
| 26 décembre 1766                         |              | Antoine Forestier              | …         | …       |
| 8 décembre 1767                          |              | Prosper Degallion              | …         | …       |
| 11 décembre 1768                         |              | Étienne Vidal                  | …         | …       |
| 17 décembre 1769                         |              | Georges Dardel                 | …         | …       |
| 26 décembre 1770                         |              | François Excoffier             | …         | …       |
| =26 décembre 1771                        |              | Louis Rosset                   | …         | …       |
| 26 décembre 1772                         |              | Prosper Degallion              | …         | …       |
| 27 décembre 1773                         |              | Antoine Forestier              | …         | …       |
| 26 décembre 1774                         |              | Étienne Vidal                  | …         | …       |
| 26 décembre 1775                         |              | Georges Dardel                 | …         | …       |
| 26 décembre 1776                         |              | François Excoffier             | …         | …       |
| avril, puis décembre 1777                |              | François-Denis Perrière        | …         | …       |
| 26 décembre 1778                         |              | François-Gaspard Frumy         | …         | …       |
| 26 décembre 1779                         |              | Joseph de Rolland de Mouxy     | …         | …       |
| 26 décembre 1780                         |              | François Ruffier               | …         | …       |
| 26 décembre 1781                         |              | François Têtu                  | …         | …       |
| 26 décembre 1782                         |              | Jean-H. de Butet de Tresserve  | …         | …       |
| 26 décembre 1783                         |              | Étienne Vidal                  | …         | …       |
| 26 décembre 1784                         |              | Prosper-François Landoz        | …         | …       |
| 26 décembre 1785                         |              | François Excoffier             | …         | …       |
| 26 juin 1786                             |              | François-Gaspard Frumy         | …         | …       |
| 26 décembre 1787                         |              | Philibert Dubois               | …         | …       |
| 26 décembre 1788                         |              | François Domenget              | …         | …       |
| 26 décembre 1789                         |              | Joseph Gay                     | …         | …       |
| 26 décembre 1790                         |              | Maurice-François Fleury        | …         | …       |
| avril 1792                               |              | Prosper-François Landoz        | …         | …       |
|                                          | 17 mars 1793 | François Domenget              | …         | …       |
| Les données manquantes sont à compléter. |              |                                |           |         |

La charge de syndic disparaît avec l'occupation du duché de Savoie par les troupes révolutionnaires françaises en 1792 et la mise en place d'une nouvelle administration et d'un maire en 1793.

### 1816-1860
La Restauration sarde en 1815 amène un retour à l'administration communale avec un syndic, nommé par lettres patentes, pour deux années (patentes de décembre 1815), puis portée à trois années (patentes de septembre 1837), avec possibilité d'être renommés. Jules de Mouxy de Loche précise « C'était alors un grand honneur pour les villes des Etats sardes d'avoir un syndic directement nommé par le roi. »
| Période                                  | Période         | Identité                    | Étiquette | Qualité                                                |
| ---------------------------------------- | --------------- | --------------------------- | --------- | ------------------------------------------------------ |
| 21 mars 1816                             | 1821            | Joseph Degallion            | …         | …                                                      |
| 25 avril 1821                            | 1823            | Joseph Domenget             | …         | …                                                      |
| 7 janvier 1823                           | janvier 1833    | Victor-Joseph de Chevillard | …         | Militaire en retraite, ancien député du Premier Empire |
| 9 février 1833                           | 1835            | Joseph Degallion            | …         |                                                        |
| 14 mars 1835                             | 1836            | Georges Dardel              | …         | Docteur                                                |
| 27 décembre 1836                         | 1842            | Joseph Duverney             | …         |                                                        |
| 25 janvier 1842                          | 1845            | Joseph Domenget             | …         |                                                        |
| 4 janvier 1845                           | 1849            | Ernest Domenget             | …         |                                                        |
| 6 février 1849                           | 1850            | Adolphe Davat               | …         | Docteur                                                |
| mars 1851                                | 1851            | Jean-Claude Dronchat        | …         | Notaire                                                |
| août 1851                                | 1853            | Baron Constant Despine      | …         |                                                        |
| janvier 1854                             | 17 mai 1861 (†) | Pierre-François Brachet     | …         |                                                        |
| Les données manquantes sont à compléter. |                 |                             |           |                                                        |

## Les maires

### Liste des maires depuis 1860

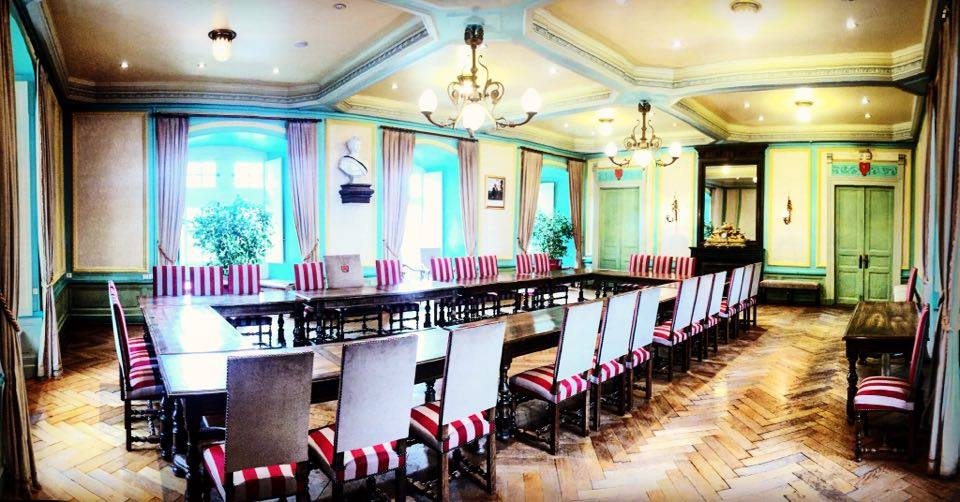
Salon d'Honneur de la mairie d'Aix-les-Bains

Depuis 1956, six maires se sont succédé :
| Période       | Période                    | Identité               | Étiquette | Qualité |
| ------------- | -------------------------- | ---------------------- | --------- | --- |
| décembre 1955 | mars 1963                  | Lucien Spycher         | DVD       | Réélu en 1959, démissionne avant la fin de son mandat.                                                            |
| janvier 1963  | avril 1969                 | Édouard Dorges         | ...       | Réélu en 1965, démissionne avant la fin de son mandat.                                                            |
| avril 1969    | décembre 1984              | André Grosjean         | RPR       | Industriel, conseiller général. Réélu en 1971, 1977, 1983, rendu inéligible.                                      |
| décembre 1984 | juin 1995                  | Gratien Ferrari        | UDF       | Principal de collège, député de la 1re circonscription de la Savoie. Réélu en 1989.                               |
| juin 1995     | mars 2001                  | André Grosjean         | RPR       | Retraité, conseiller général.                                                                                     |
| mars 2001     | octobre 2018               | Dominique Dord         | UMP LR    | Député de la 1re circonscription de la Savoie (1997-2017). Réélu en 2008 et 2014. Démissionnaire en octobre 2018. |
| octobre 2018  | En cours (au octobre 2018) | Renaud Beretti (maire) | LR        | Vice-président de Grand Lac. Vice-président et conseiller départemental.                                          |

| Période                                  | Période                   | Identité                  | Étiquette                                 | Qualité                                                                                   |
| ---------------------------------------- | ------------------------- | ------------------------- | ----------------------------------------- | ----------------------------------------------------------------------------------------- |
| mai 1953                                 | décembre 1955             | Robert Barrier            | UDSR                                      | Président du Conseil général et député, meurt en fonction.                                |
| octobre 1947                             | mai 1953                  | Paul Dussuel              | …                                         | Industriel, pharmacien                                                                    |
| mars 1947                                | octobre 1947              | Calixte Salvador          | Radical Socialiste                        | Ancien résistant                                                                          |
| mai 1945                                 | mars 1947                 | François Gaillard         | ...                                       | docteur                                                                                   |
| septembre 1944                           | mai 1945                  | Général Mer               | ...                                       |                                                                                           |
| décembre 1937                            | septembre 1944            | Paul Dussuel              | …                                         | Industriel pharmacien Nommé membre de la Commission administrative départementale en 1941 |
| juin 1932                                | décembre 1937 (démission) | Maurice Mollard           | Radical socialiste                        | Ingénieur des travaux public, Sénateur de Savoie                                          |
| octobre 1927                             | juin 1932                 | Henri Clerc               | Radical socialiste                        | Journaliste, écrivain                                                                     |
| décembre 1919                            | octobre 1927              | Philippe Navarro          | SFIO                                      | Fonctionnaire                                                                             |
| juillet 1913                             | décembre 1919             | Albert Marty              | Radical                                   | Médecin                                                                                   |
| mai 1912                                 | juillet 1913 (démission)  | Léon Blanc                | Républicain                               | Médecin                                                                                   |
| mai 1900                                 | mai 1912                  | Joseph Mottet             | Radical modéré                            | Entrepreneur, propriétaire de la Villa de Fleurs, du Domaine de Marlioz                   |
| mai 1892                                 | mai 1900                  | François Gimet            | Radical de gauche puis radical socialiste | …                                                                                         |
| mai 1888                                 | mai 1892                  | Paul Bonna                | …                                         | entrepreneur de maçonnerie                                                                |
| mai 1884                                 | mai 1888                  | Joseph Petit              | Radical                                   | Médecin                                                                                   |
| février 1874                             | mai 1884                  | Alphonse Mottet           | Républicain modéré…                       | Entrepreneur de travaux publics                                                           |
| février 1863                             | février 1875              | Gaspard Davat             | centre-droit                              | Médecin                                                                                   |
| septembre 1861 (par décret impérial)     | février 1863              | Jacques-Prosper Degallion | …                                         | …                                                                                         |
| février 1860                             | septembre 1861            | Pierre-François Brachet   | …                                         | Commerçant, gestionnaire du Grand Port                                                    |
| Les données manquantes sont à compléter. |                           |                           |                                           |                                                                                           |

### Liste des maires de 1792 à 1815
De septembre 1792 à novembre 1815, le duché de Savoie est occupé par les troupes révolutionnaires françaises, puis impériales. En octobre 1792, la nouvelle organisation mise en place prévoit la création d'une assemblée générale de la municipalité avec un maire nommé.
| Période                                  | Période               | Identité                  | Étiquette | Qualité |
| ---------------------------------------- | --------------------- | ------------------------- | --------- | ------- |
|                                          | jusqu'au 17 mars 1793 | François Domenget         |           |         |
| 24 mars 1793 (élu maire)                 | 1801                  | Jacques-Prosper Degallion |           |         |
| février 1801                             | mai 1801              | Louis Domenget            |           |         |
| mai 1801                                 | 21 mars 1816          | Maurice-Frédéric Fleury   |           |         |
| Les données manquantes sont à compléter. |                       |                           |           |         |

## Personnalités

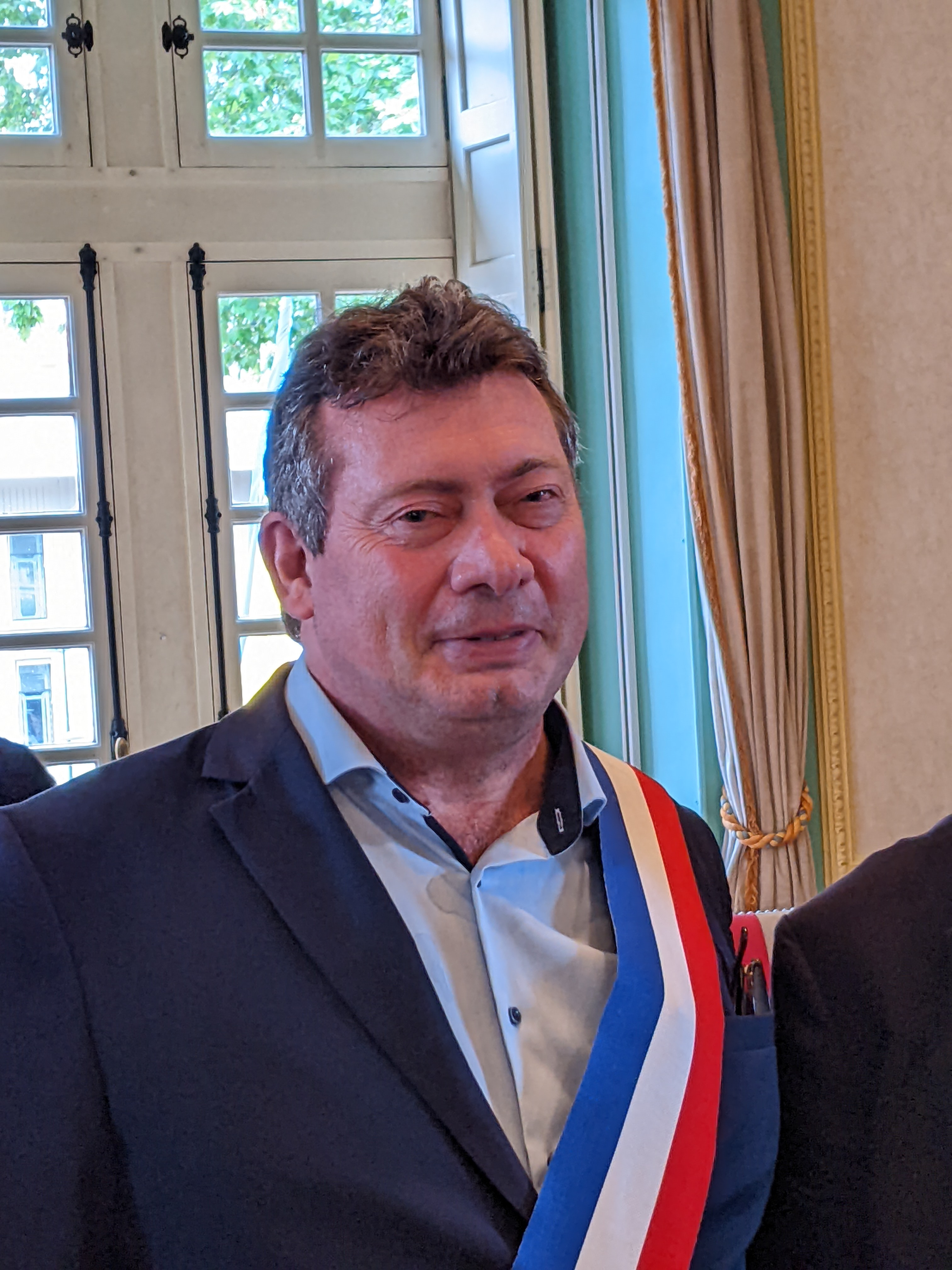
Renaud Beretti, maire d'Aix-les-Bains depuis octobre 2018.
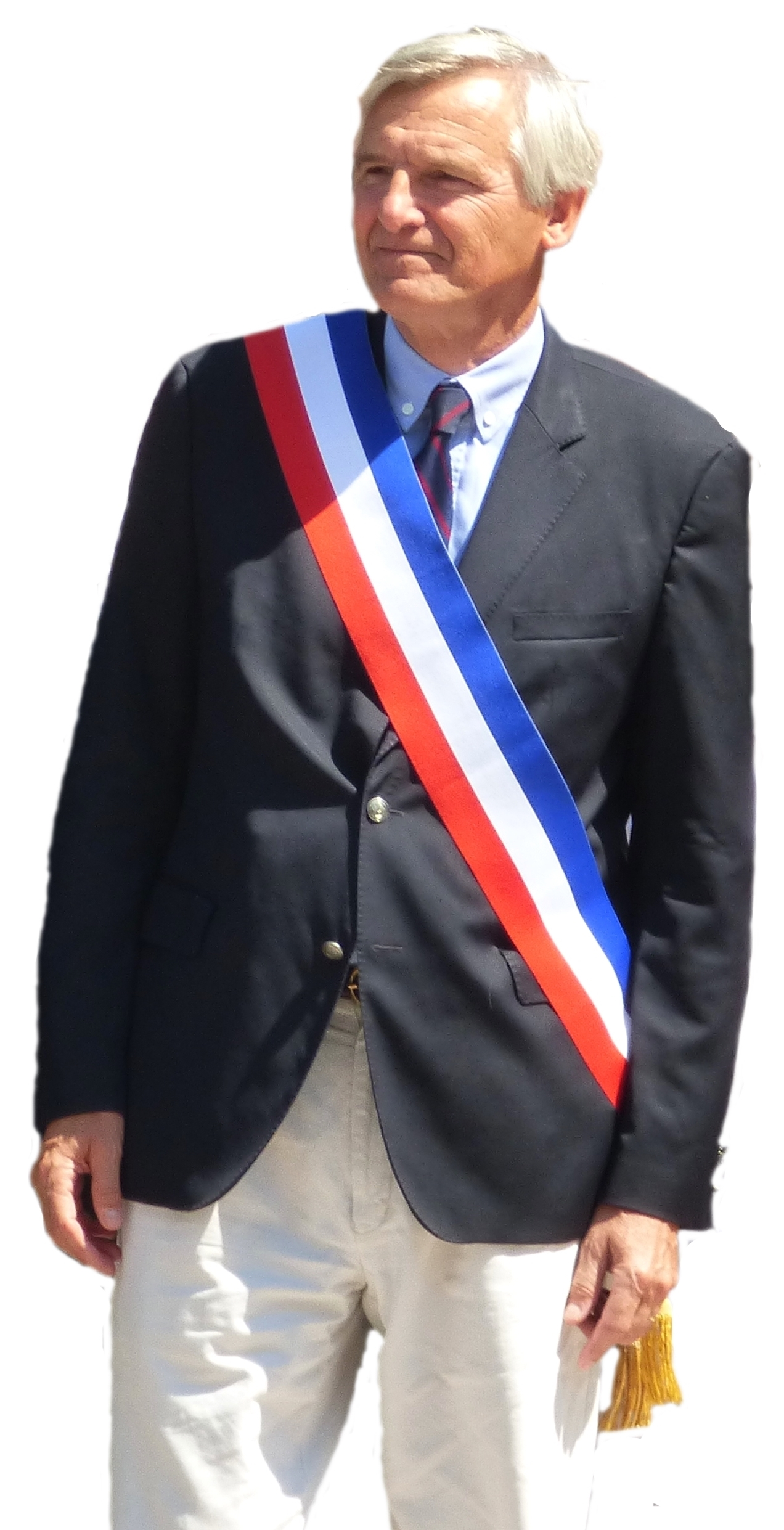
Dominique Dord, maire d'Aix-les-Bains de 2001 à 2018.
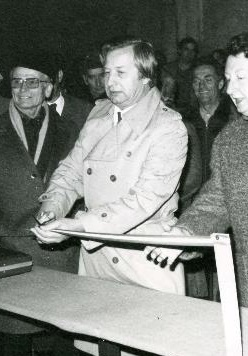
André Grosjean, maire d'Aix-les-Bains de 1969 à 1985 puis de 1995 à 2001
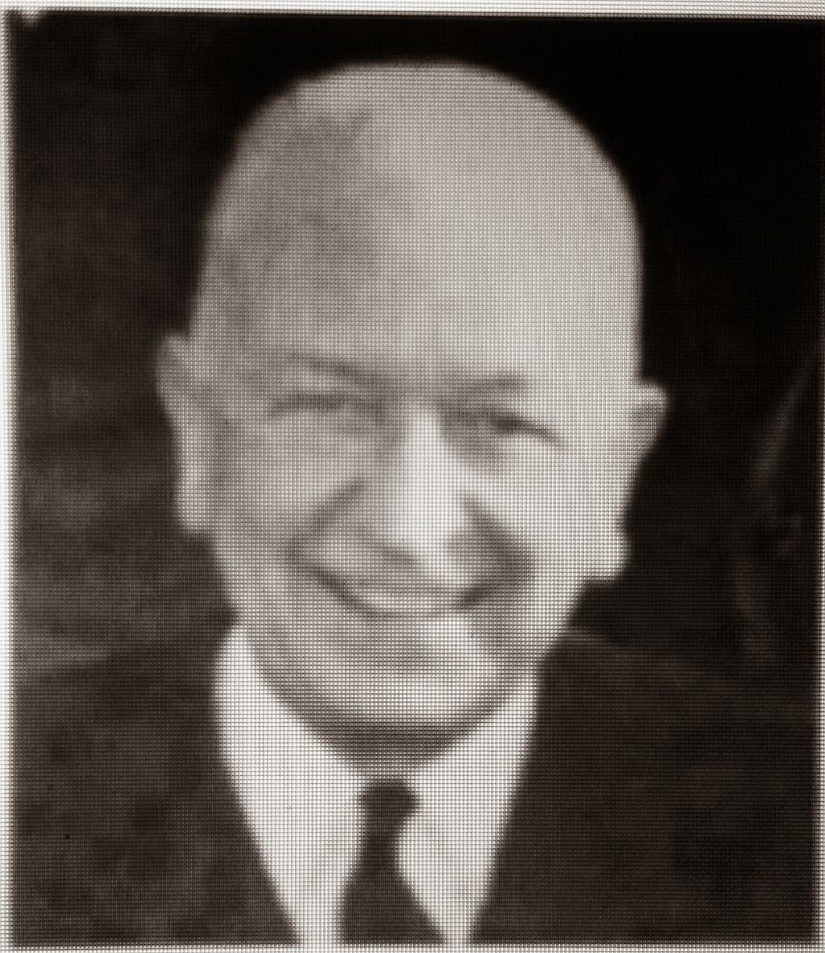
Lucien Spycher, maire d'Aix-les-Bains de 1956 à 1963
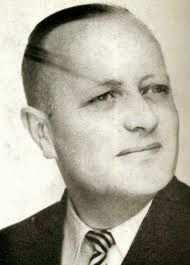
Robert Barrier, Maire d'Aix-les-Bains de 1953 à 1955
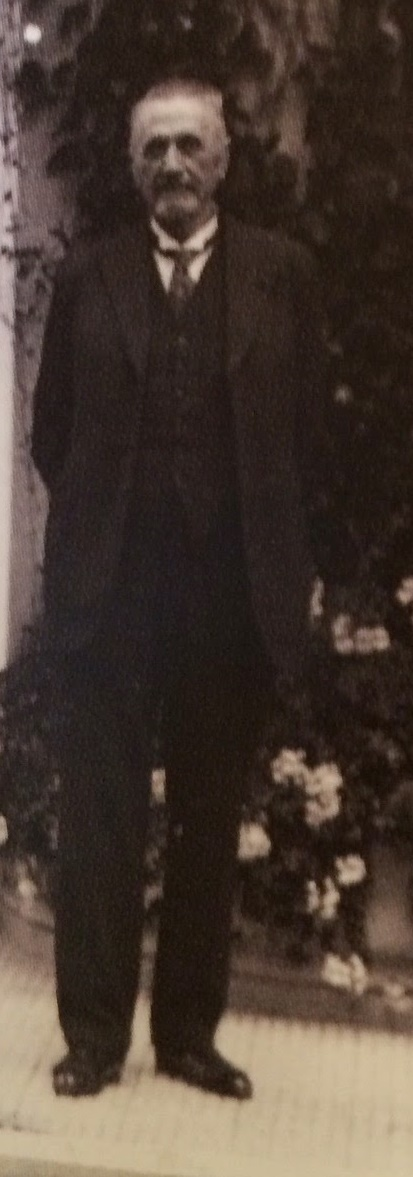
Paul Dussuel, Maire de 1937 à 1944 puis de 1947 à 1953
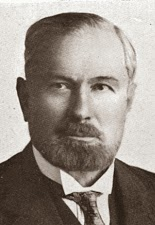
Maurice Mollard, maire de 1932 à 1937
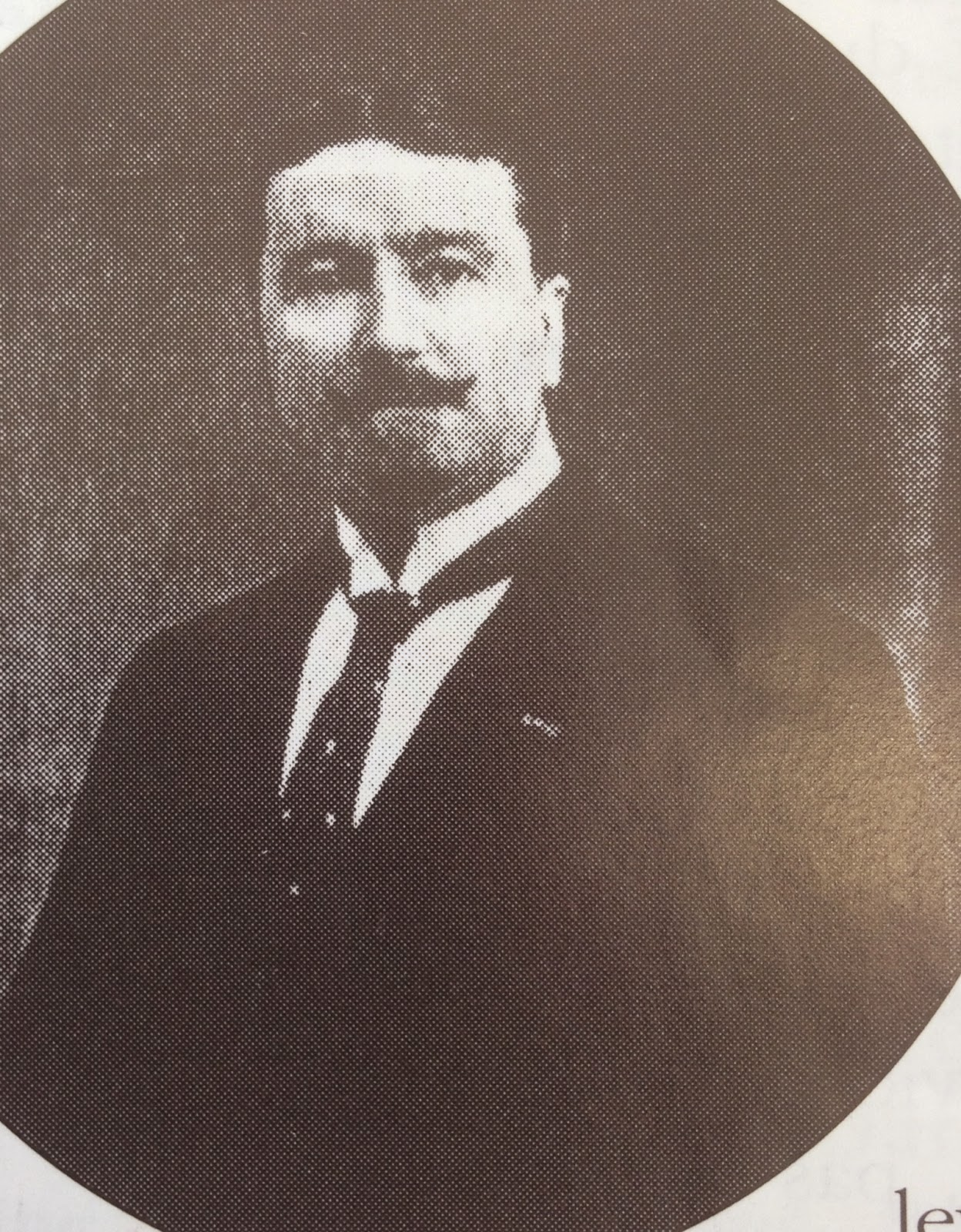
Philippe Navarro, Maire socialiste d'Aix-les-Bains de 1919 à 1927
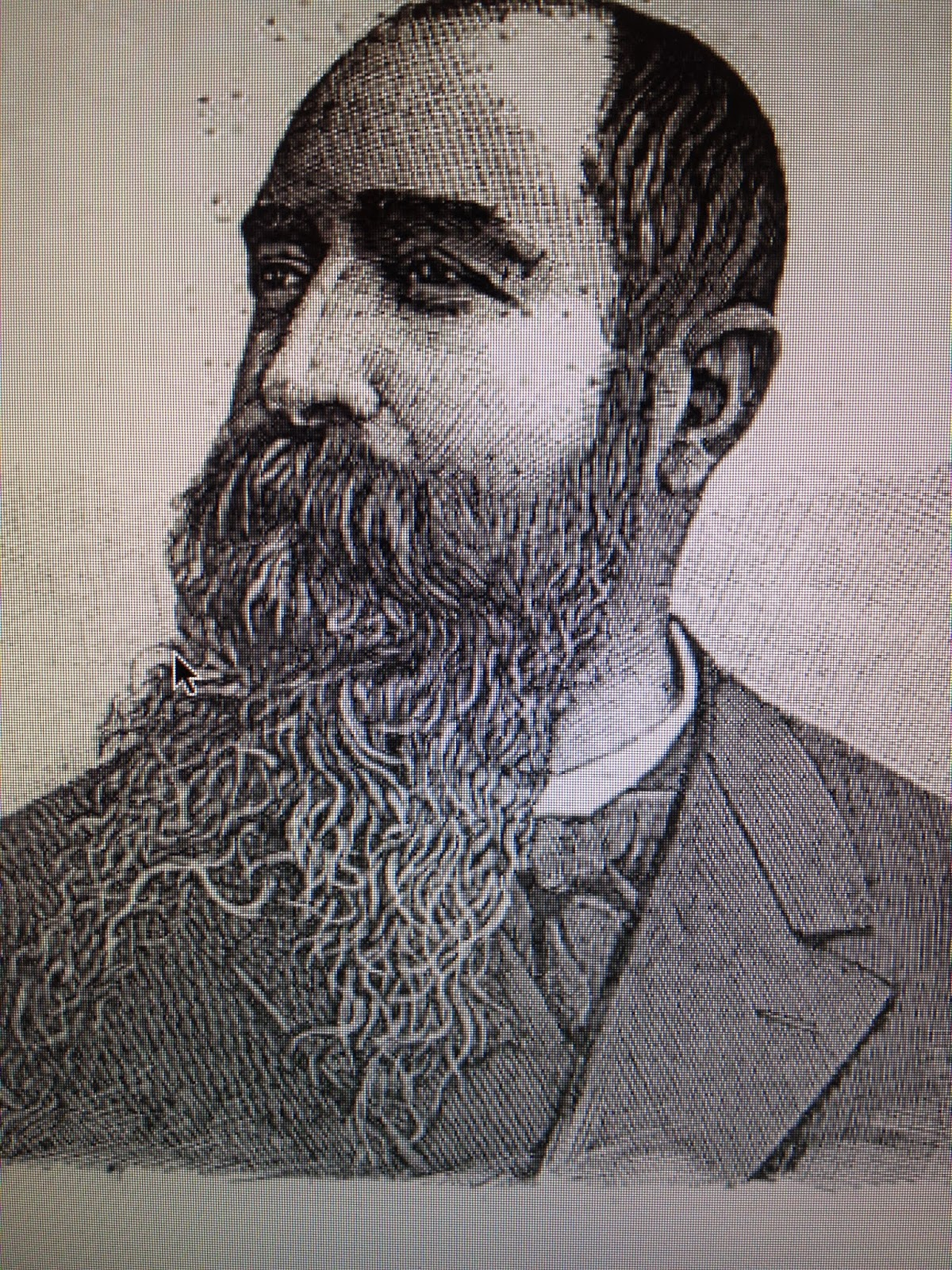
François Grimet, maire d'Aix-les-Bains de 1892 à 1900

Notices concernant les personnalités ne disposant pas d'un article

### Renaud Beretti
Renaud Beretti est l'actuel maire d'Aix-les-Bains depuis le 17 octobre 2018, succédant à Dominique Dord, démissionnaire.
Premier adjoint au maire sous Dominique Dord depuis 2008, il est élu lors d'un conseil municipal extraordinaire.
Il est conseiller départemental de la Savoie, sur le canton d'Aix-les-Bains-2 depuis 2015.
Il est également président de l'agglomération Grand Lac et délégué à la culture et au patrimoine au conseil départemental de la Savoie.
Par ailleurs, il est président de la fédération Les Républicains de la Savoie depuis 2016.

### Lucien Spycher
Lucien Spycher est un homme politique français, maire d'Aix-les-Bains de 1955 à 1963.
Deuxième adjoint au maire sous Robert Barrier, il lui succède à la mairie en 1955 lorsque ce dernier meurt d'une crise cardiaque.
Il est réélu en 1959 et démissionne en 1963 date à laquelle Édouard Dorges lui succède.
Il est le fondateur de l'Entente Nautique Aviron d'Aix-les-Bains et de la Saemcarra.

### Paul Dussuel
Paul Dussuel est un homme politique français, maire d'Aix-les-Bains de 1937 à 1944 puis de 1947 à 1953.
Il est le maire pendant l'occupation.
Médecin de profession, il a créé le laboratoire médical qui porte son nom. Il a acquis de Joseph Bonjean, pharmacien à Chambéry et créateur du célèbre Elixir Bonjean, la formule de cet élixir qu'il a continué à exploiter.

### Calixte Salvador
Calixte Salvador est un homme politique français, maire d'Aix-les-Bains de 1944 à 1947.
Résistant, il est nommé par le préfet en 1944 maire de la ville jusqu'aux élections de 1947. Il sera ensuite conseiller municipal jusqu'en 1959.

## L'hôtel de ville d'Aix-les-Bains

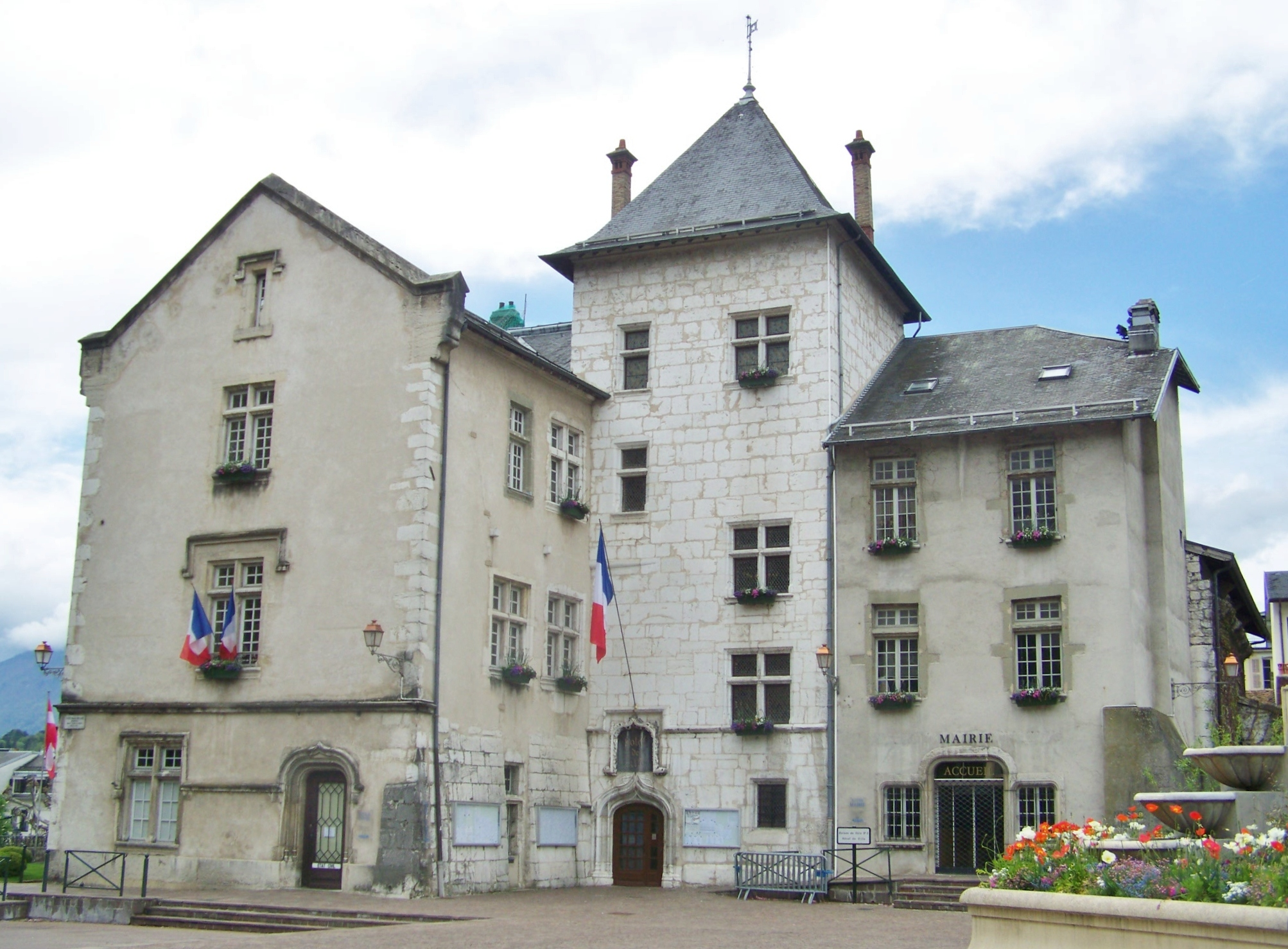
La façade avant de l'hôtel de ville d'Aix-les-Bains

L'hôtel de ville d'Aix-les-Bains fut autrefois un château féodal. Le château est racheté par la commune en 1866. La ville le modifie assez superficiellement pour en faire son hôtel de ville, ouvert en 1868.
En octobre 2015, le maire a lancé le projet de réfection total du toit de l'hôtel de ville, en parallèle de celui des thermes nationaux. Le coût du chantier s'élève à environ 500 000 euros.

## Administration actuelle
Renaud Beretti est maire d'Aix-les-Bains, président de la Communauté d'agglomération Grand Lac et vice-président du Conseil départemental de la Savoie. Il est accompagné par 35 conseillers municipaux et plusieurs adjoints au maire pour le mandat 2020-2026 : 
| Nom                         | Poste             | Parti | Parti | Délégation | Autres mandats                                                                                  |
| --------------------------- | ----------------- | ----- | ----- | --- | ----------------------------------------------------------------------------------------------- |
| Marie-Pierre Montoro-Sadoux | adjointe au maire |       | UDI   | Économie, commerce, finances, commande publique, patrimoine, foncier, bâtiments, travaux, énergie, domaine public | Vice-présidente de la Région Auvergne-Rhône-Alpes                                               |
| Michel Frugier              | adjoint au maire  |       | LREM  | Tourisme et thermalisme                                                                                           | Vice-président de la Communauté d'agglomération Grand Lac                                       |
| Isabelle Moreau-Jouannet    | adjointe au maire |       | DVG   | Culture et patrimoine                                                                                             |                                                                                                 |
| Jean-Marc Vial              | adjoint au maire  |       | LR    | Affaires sociales, sécurité, tranquillité publique, administration générale et affaires patriotiques              | Sénateur suppléant de la Savoie                                                                 |
| Sophie Petit-Guillaume      | adjointe au maire |       | LREM  | Vie associative et ressources humaines                                                                            |                                                                                                 |
| Nicolas Poilleux            | adjoint au maire  |       | DVD   | Vie des quartiers, numérique, politique familiale et mobilité douce                                               | Président de la Mission Locale                                                                  |
| Christelle Anciaux          | adjointe au maire |       | DVD   | Affaires scolaires                                                                                                |                                                                                                 |
| Nicolas Vayrio              | adjoint au maire  |       | LR    | Urbanisme |                                                                                                 |
| Karine Dubouchet            | adjointe au maire |       | LR    | Sports et relation avec les clubs sportifs                                                                        | Conseillère départementale de Aix-les-Bains 2                                                   |
| Thibaut Guigue              | adjoint au maire  |       | DVD   | Développement durable et citoyenneté, modernisation des services, centre technique municipal et parcs et jardins  | Vice-président de la Communauté d'agglomération Grand Lac et vice-président de Métropole Savoie |

## Anecdotes

### Mandats les plus longs
- André Grosjean, maire durant 22 ans, élu 5 fois.
- Dominique Dord, maire pendant 15 ans, élu 3 fois.
- Paul Dussuel, maire pendant 13 ans, élu 3 fois.
- Gaspard Davat et Joseph Mottet élu pendant 12 ans.

### Mandats les plus courts
- Pierre-François Brachet, maire durant 1 an.
- Léon Blanc, maire durant 1 an.
- Jacques-Prosper Degallion, maire durant 2 ans.
- Joseph Petit, maire durant 2 ans.
- Robert Barrier, maire durant 2 ans.

### Maire de père en fils
- Alphonse Mottet maire de 1875 à 1884 est le père de Joseph Mottet maire de 1900 à 1912.

### Décès en cours de mandat
- Robert Barrier en 1955.

### Odonymie
Plusieurs voies publiques d'Aix ont reçu le nom de l'un de ses maires :
- La Place Maurice-Mollard.
- Le Palais des congrès d'Aix-les-Bains André Grosjean.
- La rue Pierre François Brachet.
- La rue Paul Bonna.
- La rue Joseph Mottet.
- Le boulevard Robert Barrier.
- Le boulevard Léon Blanc.
- La rue Henri Clerc.
- La Maison des Jeunes et de la Culture Gratien Ferrari.

## Résultats des élections municipales à Aix-les-Bains

### Élection municipale 2001
- Liste UDF : Dominique Dord : 45,3 9% puis élu 54,45% au second tour.
- Liste RPR : André Grosjean : 24,31%
- Liste Divers gauche : 22,40 %
- Liste MNR/FN : 7,89 %

### Élection municipale premier tour 2008
- Liste d'Union de la Droite et du Centre : Dominique Dord 62,27 % élu
- Liste d'Union de la Gauche : Fabrice Maucci 28,12 % Battu
- Liste Divers : Gratien Ferrari  9,6 % Battu

### Élection municipale premier tour 2014
- Liste d'Union de la Droite et du Centre : Dominique Dord 59,71 % élu
- Liste Front National : 15,33 % Battu
- Liste PS - Divers Gauche : 12,98 % Battu
- Liste PCF - Front de Gauche - EELV : 11,96 % Battu

### Élection municipale premier tour 2020
- Liste Renaud Beretti, Avec Vous Pour Aix : Renaud Beretti 54,77 % réélu
- Liste Marine Ferrari, Aix Naturellement 22,95 %
- Liste Fié, extrême-gauche 11,41%
- Liste Gimenez, ex PS divers gauche 10,87%